# Hisar (district)
Hisar is een district van de Indiase staat Haryana. Het district telt 1.536.417 inwoners (2001) en heeft een oppervlakte van 3788 km².
Ambala · Bhiwani · Charkhi Dadri · Faridabad · Fatehabad · Gurgaon · Hisar · Jhajjar · Jind · Kaithal · Karnal · Kurukshetra · Mahendragarh · Nuh · Palwal · Panchkula · Panipat · Rewari · Rohtak · Sirsa · Sonipat · Yamuna Nagar